# هرمانزویل (میشیگان)
هرمانزویل (به انگلیسی: Hermansville) یک منطقهٔ مسکونی در ایالات متحده آمریکا است که در شهرستان منامنی، میشیگان قرار دارد.